# Gandābād
Gandābād (persiska: گند آباد) är en ort i Iran.   Den ligger i provinsen Kermanshah, i den nordvästra delen av landet, 400 km väster om huvudstaden Teheran. Gandābād ligger 1 529 meter över havet och antalet invånare är 386.
Terrängen runt Gandābād är huvudsakligen kuperad, men åt sydväst är den bergig. Runt Gandābād är det ganska tätbefolkat, med 70 invånare per kvadratkilometer. Närmaste större samhälle är Varmenjeh, 18,2 km väster om Gandābād. Trakten runt Gandābād består i huvudsak av gräsmarker.